# Paramenexenus balteatus
Paramenexenus balteatus is een wandelende tak uit de familie Lonchodidae. De wetenschappelijke naam van deze soort is voor het eerst voorgesteld als Prosceles balteatus door S. C. Chen en Y.H. He in een publicatie uit 2002.
De soort komt voor in Zuid-China.